# Heidi, děvčátko z hor
Heidi, děvčátko z hor (v originále Heidi) je známý dětský román švýcarské spisovatelky Johanny Spyriové vydán v letech 1880 (1. část) a 1881 (2. část). Příběh vypráví o pětileté dívence v péči svého dědečka a jejich životě ve Švýcarských Alpách.
Kníha se dočkala mimořádné popularity, zařadila se mezi nejslavnější díla švýcarské literatury a dočkala se mnoha filmových, televizních a divadelních zpracování. S 50 miliony prodanými výtisky se také jedná o jednu z nejprodávanějších knih všech dob.

## Popis děje
Heidi je osiřelé děvčátko, které tráví nejšťastnější dny dětství společně s kamarádem Peterem při hlídání stáda koz, radostného hraní a užívání si svobody Švýcarských Alp, kde bydlí v prostém srubu u svého dědečka. Naplno prožitým dnům je však náhle konec, když je Heidi převezena tetou Detie do německého Frankufurtu nad Mohanem, kde má dělat společnost nemocné dívce Kláře ze zámožné rodiny. Dívky se sice ihned skamarádí, ale Heidin stesk po dědečkovi, Peterovi a horách je příliš velký.

## Filmová adaptace
- 1937 Heidi - děvčátko z hor
- 1993 Heidi, děvčátko z hor[3]
- 2015 Heidi, děvčátko z hor